# Еван
Еван (фр. Evans) насеље је и општина у источној Француској у региону Франш-Конте, у департману Јура која припада префектури Доле.
По подацима из 2011. године у општини је живело 624 становника, а густина насељености је износила 63,22 становника/km². Општина се простире на површини од 9,87 km². Налази се на средњој надморској висини од 250 метара (максималној 293 m, а минималној 210 m).

## Демографија
| 1962. | 1968. | 1975. | 1982. | 1990. | 2011. |
| ----- | ----- | ----- | ----- | ----- | ----- |
| 266   | 264   | 308   | 384   | 459   | 624   |

График промене броја становника у току последњих година